# Estuaire du Gabon
Estuaire du Gabon – położone w północno-zachodnim Gabonie wspólne, szerokie estuarium rzek Komo oraz Ebe, których wody wpadają tu do Zatoki Gwinejskiej. Estuarium to nazywane jest także rzeką Gabon. Otaczająca je prowincja Gabonu nazywa się Estuaire.